# Dinculești, Argeș
Dinculești este un sat în comuna Poiana Lacului din județul Argeș, Muntenia, România.